# Wymarzony luzer
Wymarzony luzer (ang. Geek Charming) – amerykański film Disney Channel Original Movies na podstawie powieści Robina Palmera Geek Charming. Film miał swoją światową premierę 11 listopada 2011 roku w USA na kanale Disney Channel, a w Polsce 11 lutego 2012 roku również na kanale Disney Channel. Przyciągnął ponad 4 900 000 widzów podczas premiery.

## Opis fabuły
Dylan Schoenfield (Sarah Hyland), gwiazda prestiżowej uczelni w Los Angeles, przypadkowo upuszcza torebkę do fontanny w centrum handlowym. Wyławia ją uczący się w jej szkole młody pasjonat sztuki filmowej Josh Rosen (Matt Prokop). W normalnych okolicznościach Dylan nie spojrzałaby nawet na Josha, ale tym razem robi wyjątek. W podzięce za uratowanie torby, zgadza się wystąpić w dokumencie, który chłopak przygotowuje na szkolny konkurs filmowy.Podczas kręcenia filmu wszystko się zmienia. Josh całkowicie zmienia swój wizerunek tak samo jak Dylan która z gwiazdy staje się świruską. Film Josha wygrał na festiwalu natomiast Dylan została królową balu.

## Obsada
- Sarah Hyland jako Dylan Schoenfield
- Matt Prokop jako Josh Rosen
- Sasha Pieterse jako Amy Loubalu
- Jordan Nichols jako Asher
- Vanessa Morgan jako Hannah
- Lili Simmons jako Lola
- David Del Rio jako Ari
- Jimmy Bellinger jako Steven
- Lilli Birdsell jako Sandy
- Andrew Airlie jako Alan Schoenfield
- Kacey Rohl jako Caitlin
- Andrea Brooks jako Nicole Paterson

## Wersja polska
Wersja polska: SDI Media Polska

Reżyseria: Artur Kaczmarski

Tekst polski: Róża Maczek

Wystąpili:
- Zuzanna Galia – Dylan Schoenfield
- Jakub Mróz – Josh Rosen
- Jagoda Stach – Hannah
- Michał Podsiadło – Ari
- Adrian Perdjon – Steven
- Agnieszka Kunikowska – Sandy, mama Josha
- Grzegorz Wons – Alan Schoenfield
- Joanna Pach – Nicole Paterson
- Piotr Bajtlik – Asher
- Dominika Sell – Lola
- Marta Dobecka – Caitlin
- Andrzej Chudy – Policjant
- Mieczysław Morański – Nauczyciel
- Joanna Borer
- Julia Hertmanowska – 
  - Amber,
  - Przypadkowa dziewczyna

i inni